# Моргоне
Моргоне (фр. Morgone корс. Morgone) — річка Корсики (Франція). Довжина 11 км, витік знаходиться на висоті 760 метрів над рівнем моря на схилах пагорба-гори Бока ді Траву (Boca di Travu) (832 м). Впадає в річку Прунеллі на висоті 8 метрів над рівнем моря.
Протікає через комуни: Альбітречча, Гроссето-Прунья, Кауро, Еччика-Суарелла, Бастелікачча і тече територією департаменту Південна Корсика та кантонами: Санта-Марія-Сіше (Santa-Maria-Siché) та Бастеліка (Bastelica)